# Camille Barrère

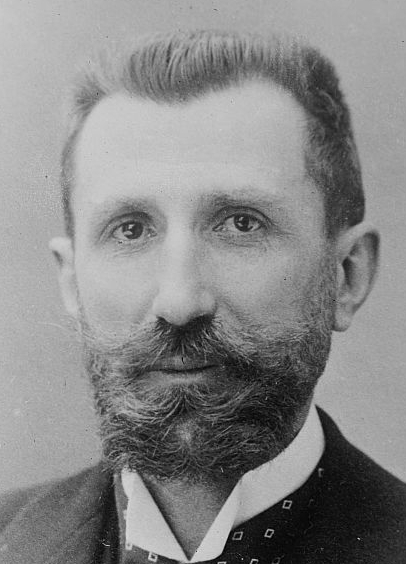
Camille Barrère

Camille Barrère (La Charité-sur-Loire, 23 oktober 1851 - Parijs 7 oktober 1940) was Frans ambassadeur in Italië en speelde een belangrijke rol in de Frans-Italiaanse relatie voor en tijdens de Eerste Wereldoorlog.

## Biografie
Na een diplomatieke carrière werd hij in 1897 ambassadeur in Italië. In 1902 sloot hij een geheim verdrag met de Italiaanse minister van Buitenlandse Zaken Giulio Prinetti, waarbij de twee landen het uiteenvallen van het Ottomaanse Rijk anticipeerden. Italië zou beslag leggen op de Vilâyet Tripolitanië en Frankrijk op Marokko. De plannen werden gerealiseerd na de Agadircrisis in 1911 en de Italiaans-Turkse Oorlog (1911-1912).
Tijdens de Eerste Wereldoorlog kon hij de Italianen overhalen om uit de alliantie met de centrale mogendheden te stappen (3 mei 1915) en zich aan te sluiten bij de Triple Entente, het Pact van Londen.
Met de verkiezingen van 1924 werd hij vervangen door René Besnard. Daarna werd hij lid van de Académie des sciences morales et politiques.